# Aumetz
Aumetz è un comune francese di 2 329 abitanti situato nel dipartimento della Mosella nella regione del Grand Est.

## Società

### Evoluzione demografica
Abitanti censiti